# In the Absence
In the Absence (Bujaeui gieok 부재의기억) ist ein US-amerikanisch-südkoreanischer Dokumentar-Kurzfilm des südkoreanischen Regisseurs Yi Seung-Jun aus dem Jahr 2018. Der Film dokumentiert das Kentern der Fähre Sewol am 16. April 2014, bei der 304 Menschen starben, darunter 250 Schüler zwischen 15 und 18 Jahren.

## Handlung

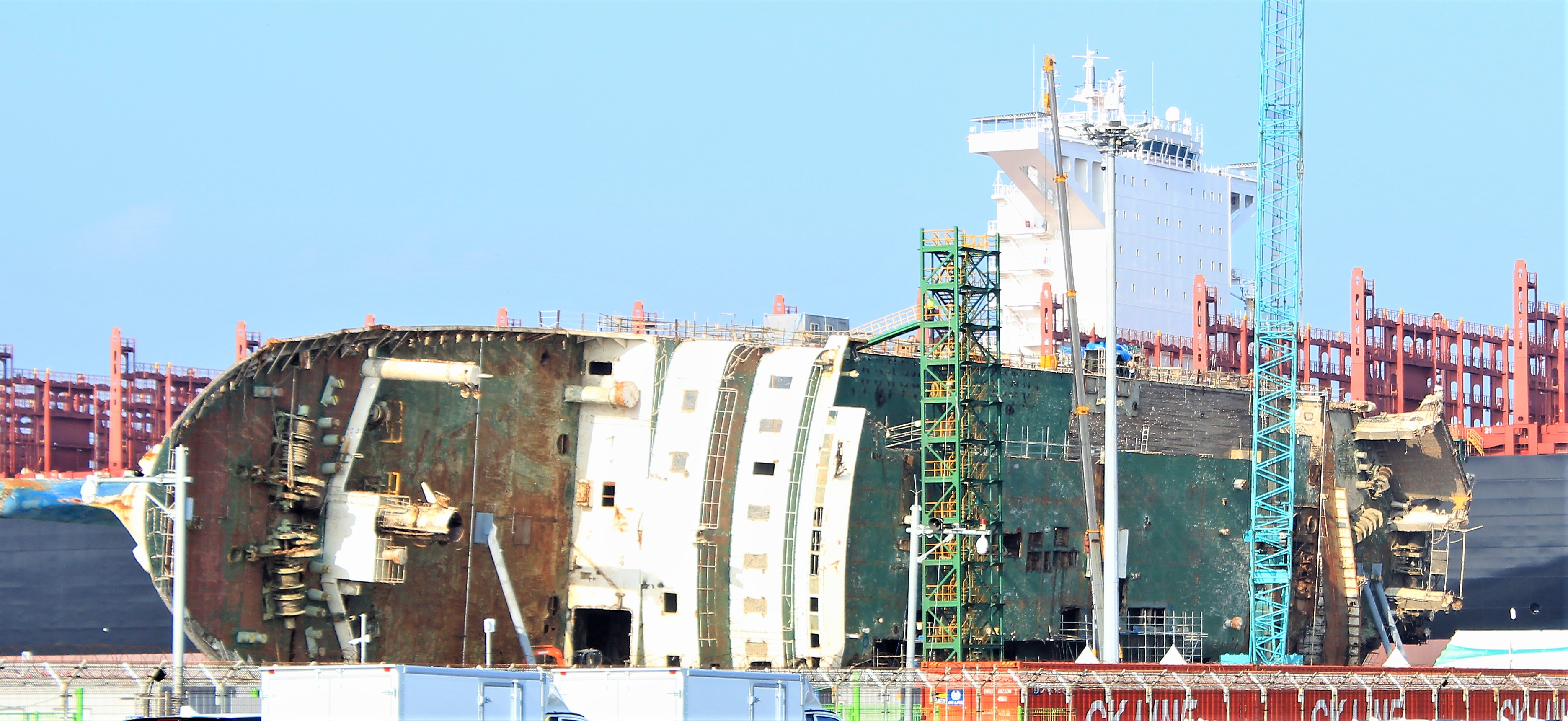
Wrack der Sewol

Der Film wurde aus Archivmaterial und Interviews zusammengeschnitten. So werden Aufnahmen aus den Hubschraubern und von Rettungsbooten gezeigt. Zu sehen und zu hören sind Mitschnitte des Funkverkehrs während der Rettungsaktion, Textnachrichten verzweifelter Schulkinder an ihre Eltern sowie Interviews mit Opfern, Zeugen und Rettern der Aktion. Auf eine Erzählstimme wurde verzichtet. Kommentiert wird das Geschehen über Texttafeln. Dabei wird der Regierung eine Mitschuld an dem Versagen der Rettungsaktion gegeben. Eine Szene zeigt, wie der Kapitän die Fähre mit einem Rettungsboot verlässt, während den Schulkindern gesagt wird, sie sollen Warten.
Nach dem Unfall wird eine öffentliche Anhörung gezeigt, bei der Mitglieder der Crew und der Küstenwache sich mit Erinnerungslücken herausreden. Auch die amtierende südkoreanische Präsidentin Park Geun-hye wird stark kritisiert. Es folgen Bilder von Protesten gegen Park. Kurz darauf kommt es zum Rücktritt auf Grund des Korruptionsskandals.
Gezeigt wird anschließend die Bergung des Wracks der Sewol drei Jahre nach dem Unglück, bei der zahlreiche Angehörige der Todesopfer zugegen sind, aber vor verschlossenen Türen warten müssen. Einer der zivilen Taucher, die sich an der Rettung versuchten, beging Selbstmord. Sein Abschiedsbrief wird vor den trauernden Angehörigen verlesen. Teile des Abschiedsbrief bilden das Ende des Films.

## Hintergrund
Regisseur Yi Seung-Jun und Produzent Gary Byung-Seok Kam realisierten den Film für die Produktionsfirma Fields of Vision. Der Film wurde bei der Oscarverleihung 2020 als Bester Dokumentar-Kurzfilm nominiert. Es handelt sich dabei um den ersten südkoreanischen Film, der in dieser Kategorie nominiert war. Für die Oscarverleihung wurde Regisseur Yi von Oh Hyun-ju und Kim Mi-na begleitet, die ihre Söhne bei dem Unfall verloren hatten.
Der Film gewann 2018 den Jury-Preis des Dokumentarfilmfestivals Doc NYC.